# 连二亚硝酸银
连二亚硝酸银是一种离子化合物，化学式为Ag
2N
2O
2，或表示为(Ag+
)2[ON=NO]2−。它是难溶于水和有机溶剂（如DMF、DMSO）的亮黄色固体。

## 制备
该化合物最早于1848年被报道。
它可由连二亚硝酸钠和硝酸银在水溶液中反应得到：
Na2N2O2 + 2AgNO3 → Ag2N2O2 + 2NaNO3
过量的硝酸银会生成棕色或黑色沉淀。
钠汞齐还原硝酸银也能得到连二亚硝酸银。
2 AgNO3 + 2 NaNO2 + 4 Na[Hg] + 2 H2O → Ag2N2O2 + 2 NaNO3 + 4 NaOH + 4 Hg